# Prometheus (motor de cohete)
Prometheus es un motor de cohete siendo desarrollado por la Agencia Espacial Europea (ESA) desde 2017 con la intención de crear un motor de cohete reutilizable alimentado con metano para su uso en el demostrador de cohete reutilizable Themis y en Ariane Next, el sucesor de Ariane 6, y posiblemente una versión del propio Ariane 6.
Prometheus es un retroacrónimo del inglés "Precursor Reusable Oxygen METHane cost Effective propUlsion System", así como una referencia al titán Prometeo de la mitología griega, creador de la humanidad y dios del fuego, conocido por desafiar a los dioses dando el fuego a la humanidad.
El objetivo del motor es ser reutilizable con costes sustancialmente más bajos que los de los motores tradicionales fabricados en Europa. Concretamente, el objetivo de coste de la fabricación del motor Prometheus es una décima parte del coste del motor de la primera etapa del Ariane 5.

## Características
Esta previsto que el motor tenga las características siguientes:
- Uso de metano-oxígeno como propelente.
- Uso extensivo de impresión 3D en metal (hasta el 50% del motor).[2]
- Ciclo con generador de gas abierto.[4]
- 980 kN de empuje (~100 toneladas), empuje ajustable desde 30% hasta 110%.[4]
- 100 bar (96,7 atm) de presión en la cámara de combustión.
- Impulso específico (Isp) de 360s.
- Reutilizable entre 3 y 5 veces.
- Alrededor de 1 millón de euros de coste de producción.

## Historia
La Agencia Espacial Europea (ESA) comenzó a financiar el desarrollo del motor Prometheus en junio de 2017 con 85 millones de euros proporcionados a través del Programa Preparatorio de Futuros Lanzadores, el 63% de estos fondos proviniendo de Francia.
En junio de 2017, Patrick Bonguet, líder del programa Ariane 6 en Arianespace, indicó que era posible que el motor Prometheus encontrarse un uso en una versión futura del lanzador desechable Ariane 6. En este escenario, una "versión optimizada del motor de cohete Vulcain llamada Vulcain 2.1 tendría las mismas prestaciones que Vulcain 2". En aquel momento se esperaba que el Ariane 6 desechable hiciera su lanzamiento inicial en 2020.
En junio de 2020, la ESA estaba embarcada en este plan y había acordado financiar completamente el desarrollo del motor precursor del Prometheus para llevar el "diseño del motor a una madurez técnica apropiada para la industria". El objetivo global del programa según fue declarado en junio de 2020 era utilizar la tecnología de Prometheus para eventualmente "bajar el coste de producción en un factor de diez del actual motor Vulcain 2 de la etapa principal del Ariane 5".